# Hippeastreae
Hippeastreae, biljni tribus lukovičastih geofita iz porodice zvanikovki, dio je potporodice Amaryllidoideae i raširenih isključivo po Americi. Na temelju na nedavnih molekularnih i filogenetskih studija 2019. godine predloženo je da se tribus podijeli na podtribuse Hippeastrinae i Traubiinae s rodovima Eremolirion gen. nov., Hippeastrum, Phycella, Rhodolirium, Traubia i Zephyranthes. Subgenerička klasifikacija predlaže se za Hippeastrum i Zephyranthes za označavanje mogućih potklada. U Hippeastrumu se razlikuju H. subg. Hippeastrum i H. subg. Tocantinia. U Zephyranthes, Z. subg. Eithea, Z. subg. Habranthus, Z. subg. Myostemma (= jezgra klade Rhodophiala), Z. subg. Neorhodophiala subg. nov., i Z. subg. Zephyranthes.

## Priznati rodovi
1. Worsleya (Traub) Traub (1 sp.)
2. Cearanthes Ravenna (1 sp.)
3. Griffinia Ker Gawl. (23 spp.)
4. Traubia Moldenke (1 sp.)
5. Phycella Lindl. (14 spp.)
6. Sprekelia Heist. (1 sp.)
7. Rhodolirium Phil. (2 spp.)
8. Pyrolirion Herb. (8 spp.)
9. Zephyranthes Herb. (191 spp.)
10. Paposoa Nic. García (1 sp.)
11. Hippeastrum Herb. (117 spp.)

Donedavna dva podtribusa s devet rodova su:
- Hippeastrinae Walp.
  - Eithea Ravenna, sinonim za Zephyranthes
  - Hippeastrum Herb.
  - Phycella Lindl.
  - Placea Miers, sinonim za Phycella
  - Rhodophiala C.Presl, sinonim za Phycella
  - Traubia Moldenke
- Zephyranthinae Baker
  - Habranthus Herb., sinonim za Zephyranthes
  - Sprekelia Heist.
  - Zephyranthes Herb.